# Cratere Landsteiner
Landsteiner è un cratere lunare di 6,11 km situato nella parte nord-occidentale della faccia visibile della Luna.